# Zakon određenih proporcija
Zakon određenih proporcija ili  zakon stalnih masenih omjera nazvan i Proustov zakon, koji je otkrio Joseph Louis Proust (1797.),  a objavio ga 1799. godine. 
- Određeni kemijski spoj uvijek sadrži određene kemijske elemente u stalnom masenom omjeru.

J. S. Stas je potvrdio ispravnost toga zakona vrlo preciznim mjerenjima (oko 1860.). 
Otkrićem izotopa zakon stalnih masenih omjera malo je modificiran: 
- jer će kemijski spojevi sadržavati iste kemijske elemente u istom masenom omjeru, samo kad je raspodjela izotopa ujednačena.

## Zakon masenih višekratnika
Zakon masenih višekratnika otkrio je John Dalton (1803.), pa se po njemu naziva i Daltonov zakon.
- Kad se dva elementa spajaju u vise kemijskih spojeva, mase su jednog od elemenata, koje se spajaju s određenom masom drugog elementa, višekratnici određene mase.

Točnost toga zakona provjerili su najprije Jöns Jakob Berzelius (181G-1812.), a kasnije J. S. Stas (1849.). 